# Amaryllis paradisicola
Espèce
Amaryllis paradisicola est une espèce de plantes herbacées vivaces d'Afrique du Sud.

## Systématique
Le nom scientifique complet (avec auteur) de ce taxon est Amaryllis paradisicola Snijman.